# Floresta Nacional de Mapiá-Inauiní
A floresta nacional de Mapiá-Inauiní está localizada no estado do Amazonas na região norte do Brasil. O bioma predominante é o da Floresta Amazônica.